# Södermanlands runinskrifter 255
Södermanlands runinskrifter 255 är en vikingatida runristning på en bergvägg i Vidby, Ösmo socken och Nynäshamns kommun. Ristningen börjar 1,65 meter över marken. Den har en höjd av 1,22 meter och en bredd på 1,02 meter. Ristningen är djupt huggen och relativt tydlig.

## Inskriften
Translitterering av runraden:
× ubi × li- × hakua × merki : þisa : iftiʀ : aibiarn · broþur : sin : kuþ : hilbi ×
Normalisering till runsvenska:
Ubbi le[t] haggva mærki þessa æftiʀ Æibiorn, broður sinn. Guð hialpi!
Översättning till nusvenska:
Ubbe lät hugga dessa märken efter Ebjörn. sin broder. Gud hjälpe.